# Château de Chartley
Pour les articles homonymes, voir Chartley.
Le Château de Chartley est un château en ruines situé au nord de Stowe-by-Chartley dans le Staffordshire en Angleterre.

## Histoire
Site protégé depuis 1925, la motte castrale a été construite par l'un des premiers comtes de Chester vers 1100. Le château est ensuite rétabli par Ranulph de Blondeville en 1220. À la mort de ce dernier en 1232, il passe aux mains de William de Ferrers, 5th Earl of Derby (en) par mariage. En 1453, il devient propriété de Walter Devereux, 7th Baron Ferrers of Chartley (en) qui est tué à la Bataille de Bosworth en 1485. Il tombe alors à l'abandon et est détruit par un incendie en 1781.
Le château est surtout célèbre pour avoir été la prison de Marie Stuart en 1585-1586 avant qu'elle ne soit, le 25 septembre 1586, emmenée au château de Fotheringhay où elle est décapitée le 8 février 1587.

## Liens externes

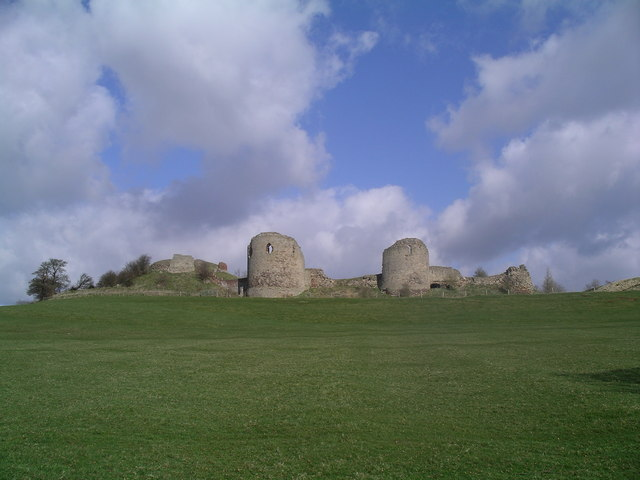
Ruines du château de Chartley.